# Сатурнин
Сатурнин  (лат. Saturninus, Saturnilus, Satornilus) је био ранохришћански гностик из Антиохије у Сирији, који је живео крајем I и почетком II века наше ере.

## Живот
Сатурнин је живео у Антиохији у Сирији. Нема много података о његовом животу. По делима других аутора можемо закључити да је рођен негде крајем I века а да је своје учење излагао око прве половине II века. Живео је аскетски. Хиполит га повезује са гностицима: Василидом, Валентином и другима из тог периода. Оснивач је сиријске школе гностицизма. Његови следбеници су Василид и Маркион.

## Учење
По Сатурниновом учењу, које и католичка и православна црква сматрају јеретичким, Бог је створио седам анђела који су затим створили земљу и човека. Исус Христ је по њему имао само привидно тело а не људско (види: докетизам).
Сатурнин је сматрао да је Христ господар векова (еона), да је нерођен (agenneton), бестелесан (asomaton) и без облика (aneideon) и да само изгледа као човек.